# MaK G 1203 BB
Il MaK G 1203 BB è una locomotiva Diesel a trasmissione elettrica costruita dall'azienda  MaK in Germania. 

## Storia
La locomotiva è una versione aggiornata del MaK G 1201 BB con un motore MTU 396 che sostituisce il motore MTU 333. Il convertitore idrodinamico è rimasto lo stesso, il Voith L4r4zU2.
Il design della locomotiva è simile al MaK G 1202 BB e al MaK G 1204 BB ma con un otto cilindri nel motore invece dei motori a dodici cilindri come sulle locomotive ad alta potenza; le dimensioni esterne sono identiche e l'aspetto è molto simile.
Diciannove locomotive furono costruite per le ferrovie private della Germania (e dell'Austria), tra cui Seehafen Kiel (porto di Kiel) e le acciaierie di Klockner (ora ArcelorMittal Brema).
Nel 1984 furono costruite sei locomotive per le ferrovie del Gabon (Office du chemin de fer transgabonais) o OCTRA, con Cummins motori anziché motori MTU. Hanno ricevuto i numeri da "BB 531" a "BB 536"